# Bolide du Kamtchatka du 15 décembre 2017
Le 15 décembre 2017 à 13 h 14 min 37 s UTC (maximum de brillance), un bolide s'est désintégré dans le ciel du Kamtchatka, à l'extrême est de la Russie, près de la mer de Béring, par 60,2 degrés de latitude nord et 170 degrés de longitude est.
Le bolide a été détecté par les capteurs du gouvernement américain à une altitude de 20 kilomètres. L'énergie totale libérée est estimée à 3114 milliards de joules ; l'énergie totale calculée de l'impact est de 6,4 kilotonnes. L'événement serait dû à un petit corps d'environ deux à cinq mètres.
Ce bolide est le plus important depuis celui ayant eu lieu le 6 février 2016 au-dessus de l'Atlantique sud et le plus important survenu au-dessus de la terre ferme depuis le superbolide de Tcheliabinsk, qui avait eu lieu en Russie le 15 février 2013.